# California Guitar Trio
California Guitar Trio (CGT) — акустично-електричний гурт, створений у 1991 році в Лос-Анджелесі з метою розширити можливості акустичних гітар. Член гурту грають на гітарах із новим стандартним строєм (NST), який Роберт Фріпп запровадив на курсах Guitar Craft.
В основний склад California Guitar Trio входять Пол Річардс (Paul Richards), Берт Лемс (Bert Lams) та Хідейо Морія (Hideyo Moriya). До нинішнього складу CGT входять засновники Річардс і Лемс, а також Том Грісгребер (Tom Griesgraber), віртуоз гри на стіку Чепмена. California Guitar Trio — визнані музиканти-інструменталісти, які здобули світову славу завдяки своєму еклектичному репертуару, влучним аранжуванням та широкій звуковій палітрі. California Guitar Trio гастролює по всьому світу вже понад три десятиліття, упродовж яких дало понад 2000 концертів. Музиканти випустили 21 альбом, їхню музику прослухали понад 120 мільйонів разів на Pandora, Spotify, Apple Music та Amazon Music.

## Історія та створення гурту

### Засади: The California Project
Перші учасники California Guitar Trio познайомилися в 1987 році в Англії на Guitar Craft — серії курсів Роберта Фріппа з гітарної майстерності. Троє перших учасників — Пол Річардс із Солт-Лейк-Сіті, штат Юта, Берт Лемс з Аффлігема, Бельгія, та Хідейо Морія з Токіо, Японія — гастролювали у складі Роберта Фріппа та The League of Crafty Guitarists. Після завершення європейського турне 1991 року з The League of Crafty Guitarists Фріпп попросив Лемса скласти список музичних цілей, матеріалів, стратегій та можливих співавторів для того, що згодом отримало назву «Каліфорнійський проєкт» (California Project). Лемс зазначив потенційними співавторами Річардса та Морію — ще двох студентів Guitar Craft, готових тимчасово переїхати до Лос-Анджелеса для роботи над цим проєктом. Працювати планували вдома у Лемса. Так California Project врешті-решт перетворився на California Guitar Trio.
Перший офіційний виступ California Guitar Trio відбувся 7 лютого 1991 року. Музиканти продовжували грати на посилених гітарах із новим стандартним строєм (NST), використовуючи під час виступів різноманітні спецефекти, гітарні синтезатори і живий циклічний запис. Їхні виступи та записи включали оригінальні композиції, кавер-версії на пісні в стилі серф та аранжування класичної музики, адаптовані для нового стандартного строю та їхнього «щільного» стилю гри, який у Guitar Craft називали «циркуляція». На музику California Guitar Trio справили вплив європейська класична музика, рок, блюз, джаз, етнічна музика та серф-рок.

### The Robert Fripp String Quintet
У 1992 і 1993 роках разом із Робертом Фріппом і Треєм Ганном музиканти гастролювали й записувалися під назвою The Robert Fripp String Quintet («Струнний квінтет Роберта Фріппа»). Кілька записів цих виступів доступні на сайті Фріппа DGMLive.

### Перші альбоми на DGM Records
У 1991 році California Guitar Trio самостійно випустили свій однойменний демоальбом, записаний у будинку Берта Лемса неподалік від Голлівуду в Каліфорнії. Ремастеринг записів цього релізу був зроблений Тоні Арнольд (Tony Arnold). Щоб сформувати перший компакт-диск, їх доповнили двома додатковими треками. Диск отримав назву Yamanashi Blues і вийшов на лейблі Фріппа Discipline Global Mobile (зараз Inner Knot Records) у 1993 році.
У 1995 році фізик і нобелівський лауреат Мюррей Гелл-Манн запросив тріо зробити запис у його резиденції поблизу Леймі, штат Нью-Мексико. До альбому, якому дали назву Invitation («Запрошення»), увійшли композиції, натхненні навколишнім пейзажем («Train to Lamy Suite»), а також аранжування, як-от основні теми з фільмів «Хороший, поганий, злий» та «Апач».
Пізніше того ж року Фріпп уперше попросив тріо виступити на розігріві у King Crimson. Надалі California Guitar Trio виступали на розігріві у King Crimson більш ніж на 130 концертах у США, Європі та Японії. Деякі записи з цих виступів пізніше були видані на альбомі An Opening Act.
У 1998 році гурт випустив альбом Pathways, схожий за структурою на перші два альбоми, — з поєднанням оригінальних композицій, аранжувань класичних творів та гітарні версії композицій у стилі серф.
Музика California Guitar Trio звучала під час телевізійних трансляцій Олімпійських ігор 1998 та 2000 років, а також у телепрограмах CBS, NBC, CNN WorldBeat та ESPN. Гурт виконав композицію Apollo з номінованого на премію Греммі альбому Тоні Левіна Pieces of the Sun 2003 року. Крім того, за допомогою музики California Guitar Trio будили екіпаж космічного шатла НАСА «Індевор».

### Період співпраці
У 1999 році тріо почало гастролювати разом із басистом і гравцем на стіку Чепмена Тоні Левіним, з яким вони познайомилися під час турів із King Crimson. Левін з'являється на альбомах Rocks The West і Monday Night in San Francisco; з іншого боку, Левін запросив музикантів зіграти на своєму альбомі Waters of Eden. Серед інших учасників гурту в той час були саксофоніст Білл Янссен (Bill Janssen) та перкусіоніст Джаррод Каплан (Jarrod Kaplan).
У 2001 році California Guitar Trio гастролювали з Тоні Левіним і ударником King Crimson Петом Мастелотто. Після туру вони випустили зроблені на ньому записи як альбом Live at The Key Club, а потім в Остіні, штат Техас, записали з Левіном і Мастелотто альбом CG3+2. У 2001 році також вийшла збірка 10 Christmas Songs, яка стала однією з найпопулярніших композицій California Guitar Trio на стрімінгових сервісах Spotify та Pandora.
У серпні 2004 року гурт випустив альбом Whitewater, продюсером якого став Тоні Левін. До альбому увійшли переважно оригінальні твори, а також аранжована прелюдія Баха та компіляція пісень «Ghost Riders in the Sky: A Cowboy Legend» з піснею The Doors «Riders on the Storm». У цей період California Guitar Trio почали гастролювати з власним звукорежисером Тайлером Троттером (Tyler Trotter). Троттер часто акомпанував тріо на мелодиці під час імпровізацій та виконань Tubular Bells.
Наступним студійним релізом гурту став Echoes 2008 року, який містив перероблені пісні інших виконавців, як-от «Echoes» Pink Floyd, «Tubular Bells» Майка Олдфілда, «Music For a Found Harmonium» та «Bohemian Rhapsody» Queen, які стали основою їхніх живих виступів. У 2010 році вийшов Andromeda — перший альбом California Guitar Trio з оригінальними композиціями. Співпродюсером та інженером обох альбомів виступив Троттер.

### Montréal Guitare Trio
У 2009 році California Guitar Trio зіграли свої перші концерти разом із канадським гітарним гуртом Montréal Guitare Trio. Ці перші живі виступи, коли кожне тріо виконує власні твори та грає як секстет на біс, увійшли в альбом Montreal Guitar Trio + California Guitar Trio. Гурти гастролювали разом, а у 2019 році записали альбом In A Landscape, на якому всі шестеро музикантів грають разом як єдиний гурт.

### З 2012 року і дотепер
У 2012 році вийшов альбом Masterworks — це збірка класичної музики, до якої увійшли твори Бетховена, Баха, Вівальді, Россіні та Арво Пярта. У композиції «Зима» з «Чотирьох пір року» Вівальді зіграв гітарист Фарід Гак, а Тоні Левін на чотирьох треках зіграв на бас-гітарі та віолончелі.
Наступним альбомом гурту став реліз 2016 року Komorebi — це перший альбом California Guitar Trio, витрати на створення якого музиканти збирали за допомогою краудфандингу. Альбом вирізняється суто акустичним звучанням, тоді як на більшості попередніх записів гурту застосовувалися аудіоефекти, підсилення, петлі та синтезовані звуки, які накладалися на звучання акустичних гітар. Запис альбому виконав Том Грісграбер (Tom Griesgraber) у своїй студії в Енсінітасі, Каліфорнія. Мастеринг альбому виконав Браян Люсі (Brian Lucey) — ще один студент Guitar Craft і відомий мастеринг-інженер та продюсер.
Останнім студійним альбомом гурту є Elegy, випущений у 2020 році. Гурт запланував тур на його підтримку, але його довелося перенести через глобальну пандемію COVID-19. Гурт відновив гастролі в липні 2021 року, виступивши на розігріві у King Crimson, після чого восени 2021 року відбувся короткий тур по США.

## Учасники гурту
Троє засновників California Guitar Trio робили записи й виступали разом з 1991 по 2020 рік. Коли Роберт Фріпп запросив тріо грати на розігріві у King Crimson під час їхнього туру по США у 2021 році, Морія не зміг взяти участь у цьому турі. Улітку 2021 року третім учасником туру запросили стати гітариста, продюсера й звукорежисера Тома Грісграбера, який співпрацював з гуртом на розігріві, а також був продюсером і партнером Берта Лемса по гастролях та запису. Відтоді Грісграбер став гастролюючим учасником гурту. Починаючи з 2022 року, Морія взяв перерву в гастролях у складі California Guitar Trio.
Учасники гурту живуть у різних містах, але продовжують збиратися разом для гастролей і запису пісень. Річардс живе у Західному Голлівуді (Каліфорнія), Лемс — у Джупітері (Флорида), Морія — у Чіба-кен (Японія), Грісґрабер — в Енсінітасі (Каліфорнія).

## Гастролі
Учасники California Guitar Trio ведуть докладний список виступів гурту на власному сайті, починаючи з першого офіційного концерту в лютому 1991 року. У лютому 2022 року вони відіграли понад 2000 концертів з моменту свого заснування.

## Основні спільні роботи
На записах California Guitar Trio з'являлися:
- Бонні «Принц» Біллі[en] — на альбомі Echoes
- Нора Жермен (Nora Germain) — на альбомі Komorebi
- Том Грісграбер — на альбомах Andromeda та Komorebi
- Трей Ганн — на альбомі Invitation
- Петра Гейден[en] — на альбомі Komorebi
- Фарід Гак[en]- на альбомі Masterworks
- Білл Янссен (Bill Janssen) — на альбомі Rocks The West
- Тоні Левін — на альбомах Rocks The West, Monday Night in San Francisco, Live at the Key Club, CG3+2, Masterworks, Andromeda Komorebi та Elegy
- Пет Мастелотто — на альбомах Live at the Key Club, CG3+2
- Фабіо Міттіно (Fabio Mittino) — на альбомі Elegy
- Давіде Россі[en] — на альбомах Komorebi та Elegy
- Ерік Слік[en] та Джулі Слік[en] — на альбомах Echoes та Andromeda
- Тайлер Троттер (Tyler Trotter) — на альбомах Echoes та Andromeda

## Участь у записах інших музикантів
- 1995: Аліче[en] — альбом Charade[en][41]
- 2000: Тоні Левін — пісня «Waters of Eden» на альбомі Waters of Eden[en][42]
- 2003: Тоні Левін — пісня «Apollo» (номінована на премію Греммі) на альбомі Pieces of the Sun[en].

### Виступи на розігріві та спільні концерти
Окрім спільних проєктів, California Guitar Trio виступало на розігріві або як хедлайнер із такими музикантами, як King Crimson, Джон Маклафлін, Джеррі Маротта, Девід Сильвіан, Тіто Пуенте, Leftover Salmon, Тадж-Махал, Гай Пратт, Стів Лукатер, Саймон Філліпс, Едріан Легг, Джон Андерсон, Каліфорнійський симфонічний оркестр, Монте Монтгомері, Enchant, Spock's Beard, The Flower Kings, Slash's Snakepit, Рік Вейкман, Primus, Зої Кітінг, Adrian Belew Power Trio, Джейк Шимабукуро, Трейс Банді.

### Сайд-проекти Лемса
У 2005 році Лемс випустив Nascent — збірку прелюдій і скрипкових партий Йоганна Себастьяна Баха, перекладених для гітари з новим стандартним строєм.
Починаючи з 2005 року на кількох концертах California Guitar Trio виступав Том Грісграбер, гравець на стіку Чепмена. Пізніше, починаючи з 2008 року Грісграбер і Лемс, як відгалуження цієї співпраці, розпочали серію невеликих турів і «домашніх концертів». У 2012 році вони випустили альбом Unnamed Lands.
Лемс разом з італійським гітаристом Фабіо Міттіно (Fabio Mittino) утворили дует, у рамках якого виконували музику Георгія Гурджиева і Томаса де Гартмана. Пізніше вони гастролювали як дует, а також випустили три альбоми.

## Дискографія
Гурт California Guitar Trio випустив 22 альбоми, серед яких 12 студійних із своїми оригінальними композиціями, класичними аранжуваннями та каверами, а також сім концертних.
California Guitar Trio також є учасниками Robert Fripp String Quintet, до складу якого входять Роберт Фріпп і Трей Ганн. Трьох засновників California Guitar Trio також можна почути на двох альбомах, записаних Робертом Фріппом та The League of Crafty Guitarists.

### Студійні альбоми
- 1991: The California Guitar Trio[49]
- 1993: Yamanashi Blues[23]
- 1995: Invitation[50]
- 1998: Pathways[25]
- 2001: 10 Christmas Songs[32]
- 2002: CG3+2 (з Тоні Левіним і Петом Мастелотто)[31]
- 2002: A Christmas Album[32]
- 2004: Whitewater[33]
- 2008: Echoes[34]
- 2010: Andromeda[35]
- 2011: Masterworks[38]
- 2016: Komorebi[39]
- 2020: Elegy[40]

### Концертні альбоми
- 1999: An Opening Act: Live on Tour with King Crimson[24]
- 2000: Rocks the West[27]
- 2000: Monday Night in San Francisco[28]
- 2001: Live at the Key Club[30]
- 2021: Live at Freight and Salvage[51]
- 2021: Live in Scottsdale On Tour with King Crimson[52]

### Збірки
- 2003: The First Decade[53]
- 2007: Highlights[54]

### Із Montreal Guitar Trio
- 2011: Montreal Guitar Trio + California Guitar Trio Live[36]
- 2019: In a Landscape[37]

### Із Robert Fripp String Quintet
- 1993: The Bridge Between[55]

### З Робертом Фріппом і The League of Crafty Guitarists
- 1990: Show of Hands[56]
- 1995: Intergalactic Boogie Express — Live in Europe 1991[57]